# James Pedro
James (Jimmy) Pedro, né le 30 octobre 1970 à Danvers dans le Massachusetts, est un ancien judoka américain.
Il se révèle dans les catégories juniors où il obtient notamment une médaille de bronze aux mondiaux organisés à Dijon (France) en 1990. L'année suivante, il brille dans la catégorie sénior en obtenant deux médailles de bronze aux Jeux panaméricains puis aux Championnats du monde 1991 de Barcelone. Sélectionné pour les Jeux olympiques organisés dans la même ville de Barcelone l'année suivante, il ne parvient pas à décrocher le podium. Quatre ans plus tard à Atlanta, il décroche la médaille de bronze dans la catégorie des poids-léger. Entre-temps, il glana le titre continental lors des Jeux Panaméricains. En 1999, il remporte le premier titre majeur de sa carrière lors des mondiaux de Birmingham. L'année suivante, pour sa troisième participation olympique, il est battu lors du match pour la médaille de bronze et termine finalement cinquième. Par la suite, il prend ses distances avec le judo ne revenant qu'en 2003 pour tenter de participer aux Jeux olympiques d'Athènes. Il parvient à se qualifier malgré plus de deux années d'inactivité. Cependant, battu en 1/16e de finale par le futur champion olympique sud-coréen Won-Hee Lee, il doit passer par les repêchages pour espérer prétendre à la médaille de bronze. Il réussit pourtant à décrocher cette troisième place en battant le Français Daniel Fernandes. Ce dernier combat et cette seconde médaille olympique marquent la fin de la carrière du judoka américain devenu depuis entraîneur.

## Palmarès

### Jeux olympiques
- Jeux olympiques de 1996 à Atlanta (États-Unis) :
  -  Médaille de bronze dans la catégorie des poids léger (-71 kg).
- Jeux olympiques de 2004 à Athènes (États-Unis) :
  -  Médaille de bronze dans la catégorie des poids léger (-73 kg).

### Championnats du monde
- Championnats du monde 1991 à Barcelone (Espagne) :
  -  Médaille de bronze dans la catégorie des poids mi-léger (-65 kg).
- Championnats du monde 1995 à Chiba (Japon) :
  -  Médaille de bronze dans la catégorie des poids léger (-71 kg).
- Championnats du monde 1999 à Birmingham (Royaume-Uni) :
  -  Médaille d'or dans la catégorie des poids léger (-73 kg).

### Divers
- Jeux panaméricains :
  -  Médaille d'or en 1991 à La Havane (Cuba).
  -  Médaille d'or en 1995 à Mar del Plata (Argentine).
  -  Médaille d'or en 1999 à Winnipeg (Canada).
- Juniors :
  -  Médaille d'or aux mondiaux juniors en 1990 à Dijon (France).